# シモーネ・ペペ
シモーネ・ペペ（Simone Pepe, 1983年8月30日 - ）は、イタリア・アルバーノ・ラツィアーレ出身の元同国代表サッカー選手。ポジションはFWであった。

## 経歴

### クラブ
ASローマの下部組織に入団し期限付き移籍で経験を積んだ後、セリエBのUSチッタ・ディ・パレルモへ共同保有の形で移籍。2004-05シーズンにはピアチェンツァ・カルチョへ期限付き移籍し30試合で12得点を挙げる。
2005-06シーズン半ばにパレルモからウディネーゼ・カルチョへ完全移籍。2006-07シーズンはカリアリ・カルチョへ期限付き移籍。2007-08シーズンにウディネーゼへ復帰すると、ファビオ・クアリャレッラ、アントニオ・ディ・ナターレと3トップを形成し、他の2人に比べ得点力は劣るものの豊富な運動量と献身的な守備、セットプレーでのチャンスメイクで貢献。7位でシーズンを終えUEFAカップ出場権を獲得した。
2009-10シーズン終了後、完全移籍オプション付きの期限付き移籍でユヴェントスFCへ加入。レンタル代は260万ユーロ。2010-11シーズン終了後に750万ユーロでユヴェントスへ完全移籍した。翌2011-12シーズンはアントニオ・コンテ新監督の下、4-3-3の右ウイングのポジションでミロシュ・クラシッチからレギュラーを勝ち取った。2012年夏にはウディネーゼ時代の八百長告発の義務違反の容疑がかけられたが、ペナルティはなかった。2012-13シーズンは怪我でラツィオ戦の20分以外出場できなかった。
2015年夏、契約満了に伴いユヴェントスを退団し、ACキエーヴォ・ヴェローナに加入。
翌年8月22日、セリエAに昇格したデルフィーノ・ペスカーラ1936と1年契約を交わした。2016-17シーズン終了後、現役引退を発表。

### 代表
2008年にマルチェロ・リッピ監督からイタリア代表に招集された。2008年10月に行われた2010W杯・欧州予選のブルガリア戦で代表デビューを果たした。
2010 FIFAワールドカップのメンバーに選出され、グループリーグの全3試合に先発出場した。
イタリア代表では通算23試合に出場した。

## 所属クラブ
- ASローマ 2001-2003

→  カルチョ・レッコ1912 2001-2002 (Loan)
→  SSテーラモ・カルチョ 2002-2003 (Loan)
- USチッタ・ディ・パレルモ 2003-2006

→  ピアチェンツァ・カルチョ 2004-2005 (Loan)
- ウディネーゼ・カルチョ 2006-2011

→ カリアリ・カルチョ 2006-2007 (Loan)
→  ユヴェントスFC 2010-2011 (Loan)
- ユヴェントスFC 2011-2015
- ACキエーヴォ・ヴェローナ 2015-2016
- デルフィーノ・ペスカーラ1936 2016-2017

## 個人成績

### クラブでの成績
| クラブ成績 | クラブ成績     | クラブ成績 | リーグ | リーグ | カップ     | カップ     | 国際大会   | 国際大会   | 通算 | 通算 |
| シーズン   | クラブ         | リーグ     | 出場   | 得点   | 出場       | 得点       | 出場       | 得点       | 出場 | 得点 |
| イタリア   | イタリア       | イタリア   | リーグ | リーグ | イタリア杯 | イタリア杯 | ヨーロッパ | ヨーロッパ | 通算 | 通算 |
| ---------- | -------------- | ---------- | ------ | ------ | ---------- | ---------- | ---------- | ---------- | ---- | ---- |
| 2001–02    | ローマ         | セリエA    | 0      | 0      | 0          | 0          | 0          | 0          | 0    | 0    |
| 2001–02    | レッコ         | セリエC1   | 5      | 0      | 0          | 0          |            |            | 5    | 0    |
| 2002–03    | テーラモ       | セリエC1   | 31     | 11     | 0          | 0          | 331        | 11         |      |      |
| 2003–04    | パレルモ       | セリエB    | 19     | 1      | 5          | 2          | 24         | 3          |      |      |
| 2004–05    | ピアチェンツァ | セリエB    | 30     | 12     | 2          | 1          | 32         | 13         |      |      |
| 2005–06    | パレルモ       | セリエA    | 3      | 0      | 0          | 0          | 3          | 0          | 6    | 0    |
| 2005–06    | ウディネーゼ   | セリエA    | 6      | 0      | 3          | 0          |            |            | 9    | 0    |
| 2006-07    | カリアリ       | セリエA    | 36     | 3      | 3          | 0          | 39         | 3          |      |      |
| 2007–08    | ウディネーゼ   | セリエA    | 33     | 3      | 5          | 2          | 38         | 5          |      |      |
| 2008–09    | ウディネーゼ   | セリエA    | 33     | 4      | 1          | 0          | 11         | 2          | 45   | 6    |
| 2009–10    | ウディネーゼ   | セリエA    | 32     | 7      | 5          | 0          |            |            | 37   | 7    |
| 2010–11    | ユヴェントス   | セリエA    | 30     | 5      | 2          | 1          | 10         | 0          | 42   | 6    |
| 2011–12    | ユヴェントス   | セリエA    | 31     | 6      | 2          | 0          |            |            | 33   | 6    |
| 総通算     | 総通算         | 総通算     | 289    | 52     | 28         | 6          | 24         | 2          | 3411 | 60   |

## 代表歴

### 出場大会
- イタリア代表
  - 2010 FIFAワールドカップ

### 試合数
- 国際Aマッチ 23試合 0得点（2008年-2011年）[4]

| イタリア代表 | 国際Aマッチ | 国際Aマッチ |
| 年           | 出場        | 得点        |
| ------------ | ----------- | ----------- |
| 2008         | 3           | 0           |
| 2009         | 10          | 0           |
| 2010         | 8           | 0           |
| 2011         | 2           | 0           |
| 通算         | 23          | 0           |

## タイトル
パレルモ
- セリエB : 2003-04

ユヴェントス
- セリエA : 2011-12, 2012-13, 2013-14, 2014-15
- コッパ・イタリア 2014-15
- スーペルコッパ・イタリアーナ : 2012, 2013